# New Yorker Lions
New Yorker Lions je klub američkog nogometa iz Braunschweiga. Član je German Football League i BIG6 European Football League.

## Povijest
Klub je osnovan 1987. godine pod nazivom Braunschweig Lions te su započeli natjecanje u Regional ligi Nord (treći rang natjecanja), osvojivši treće mjesto, ali su promovirani u 2. Bundesligu (danas German Football League 2). 

Od 1994. igraju u najjačoj ligi u Njemačkoj - American Football Bundesliga (danas German Football League), koju su osvojili osam puta i postali jedan od najjačih njemačkih i europskih klubova.

### Nazivi kluba
| Braunschveig Lions |  | 1987. | - 2010. |
| Hygia Lions        |  | 2010. | - 2011. |
| New Yorker Lions   |  | 2011. | - danas |

## Uspjesi
Eurobowl
- pobjednik: 1999., 2003., 2015., 2016., 2017., 2018.
  - finalist: 2002., 2014.

German Bowl (završnica German Football League / American Football Bundesliga)
- pobjednik: 1997., 1998., 1999., 2005., 2006., 2007., 2008., 2013., 2014., 2015.
  - finalist: 2000., 2001., 2002., 2003., 2004., 2017.

GFL- Sjeverna divizija
- pobjednik: 1998., 1999., 2002., 2003., 2004., 2005., 2006., 2007., 2013., 2014., 2015., 2016., 2017.

GFL 2 (Bundesliga 2) - Sjever
- prvak: 1993.

## Poveznice
- službene stranice
- German Football League
- football-history.de  Arhivirana inačica izvorne stranice od 28. rujna 2017. (Wayback Machine)